# Vanilla dietschiana
Vanilla dietschiana är en orkidéart som beskrevs av Gustavo Gustaf Edwall. Vanilla dietschiana ingår i Vaniljsläktet och familjen orkidéer. Inga underarter finns listade i Catalogue of Life.